# 卡达图尔
12°05′24″N 78°17′20″E / 12.0900029°N 78.2889005°E
卡达图尔（Kadathur），是印度泰米尔纳德邦Dharmapuri县的一个城镇。总人口9814（2001年）。

## 人口
该地2001年总人口9814人，其中男性5023人，女性4791人；0—6岁人口1115人，其中男585人，女530人；识字率65.77%，其中男性为74.74%，女性为56.38%。